# Vega de Nuez
Vega de Nuez (en alistanu Veiga) es una localidad española perteneciente al municipio de Viñas en la comarca de Aliste, perteneciendo administrativamente a la provincia de Zamora y la comunidad autónoma de Castilla y León.
Situado al oeste de la comarca de Aliste, es uno de sus pueblos más pequeños. De hecho, su población permanente en 2016 es de 16 habitantes, aunque en épocas vacacionales puede llegar a doblar varias veces esa cifra.

## Situación
El pueblo se haya situado en un alto, a más de 700 metros sobre el nivel del mar. De un lado queda el profundo valle de la Coruja, al que la sabiduría popular ha dado otros nombres. Del otro, los prados del Gargallón y las Llamiricas, tras donde se esconde el pueblo de San Blas.

## Descripción
La entrada del pueblo es la plaza de Murillo de Valdivia (igual que en San Blas), que en el pueblo se conoce como la "puerta´l cura", por hallarse allí la casa de éste. En esta plaza está la antigua escuela, hoy salón social, donde se celebran las fiesta patronales de San Martín de Tours (11 de noviembre).
De la "puerta´l cura" salen dos calles y dos caminos. Hacia abajo la Cirisalona, que lleva por un lado a la parte baja del pueblo, llegando hasta los prados de la fuente, y por el otro, hasta la iglesia y el centro del pueblo. Hacia la derecha, la calle de las Eras, que conduce al cementerio y la carretera de Figueruela. Uno de los caminos se dirige hacia el alto del Calvario, el punto más alto del pueblo; el otro, es el camino de las Cortinas.

## Historia
Durante la Edad Media Vega de Nuez quedó integrado en el Reino de León, cuyos monarcas habrían acometido la repoblación de la localidad dentro del proceso repoblador llevado a cabo en Aliste. Tras la independencia de Portugal del reino leonés, en 1143, la localidad habría sufrido por su situación geográfica los conflictos entre los reinos leonés y portugués por el control de la frontera, quedando estabilizada la situación en Aliste a inicios del siglo XIII, hecho reforzado por la firma del Tratado de Alcañices en 1297.
Posteriormente, en la Edad Moderna, Vega estuvo integrado en el partido de Alcañices de la provincia de Zamora, tal y como reflejaba en 1773 Tomás López en Mapa de la Provincia de Zamora. Así, al reestructurarse las provincias y crearse las actuales en 1833, la localidad se mantuvo en la provincia zamorana, dentro de la Región Leonesa, integrándose en 1834 en el partido judicial de Alcañices, dependencia que se prolongó hasta 1983, cuando fue suprimido el mismo e integrado en el Partido Judicial de Zamora.
El Diccionario Geográfico Estadístico-Histórico de España de Pascual Madoz (1845) decía de Vega de Nuez:

Aldea en la provincia de Zamora (16 leguas), partido judicial de Alcañices (2 ½ leguas), diócesis de Santiago (49 leguas), audiencia territorial y capitanía general de Valladolid (26 leguas), ayuntamiento de Viñas (4 leguas). Está situado en un cerro; su clima es templado y sano. Tiene 20 casas, iglesia (San Martín) anejo de Nuez, y buenas aguas potables. Confina con Figueruelas de Abajo, Moldones, San Blas y el Poyo. El terreno es de ínfima calidad, y le fertilizan las aguas que nacen en el término. Los caminos dirigen a los pueblos limítrofes. La producción es de centeno, vino, lino y legumbres; cría ganado lanar, cabrío y vacuno, y caza de perdices. La población es de 43 vecinos, 50 almas. La capacidad de producción es de 24,500 rs. imponible de 2.556 rs. y la contribución de 951 rs 29 mrs.

Finalmente, en torno a 1850, el antiguo municipio de Vega de Nuez se integró en el de Viñas.